# Gibigiana (Castiglioni)
Gibigiana é uma lâmpada idealizada em 1980 pelo arquiteto italiano Achille Castiglioni em Lierna em 1980, e produzido por Floss S.p.A...

## Outros sites
- (em italiano) Beni Culturali Gibigiana Castiglioni
- (em italiano) |Gibigiana Fondazione Achille Castiglioni
- (em italiano) del Design di Israele, Gibigiana, Achille Castiglioni